# Kende Péter (alispán)
Kölcsei Kende Péter (Putkahelmec, 1841. október 7. – Korláthelmec, 1917. november 15.) alispán, országgyűlési képviselő, lapszerkesztő, császári és királyi kamarás és földbirtokos.

## Élete
Kende István és csicseri Orosz Anna fia. A gimnáziumot Ungvárt és Egerben végezte és ugyanitt három évi teológiát, a jogi tanfolyamot pedig Sárospatakon. 1867-ben Ung megye szolgálatába lépett, amikor aljegyzővé, 1875 és 1878-ban országgyűlési képviselővé és 1879. áprilisban alispánná választották.
Cikke a Jogtudom. Közlönyben (1882.); országgyűlési beszédei a Naplóban (1875-1878. II. Költségvetés 1876-ra, részletezés, III. Nyolczvanmilliós államkölcsön, IV. Dohányjövedéki törvény és szabály módosítása, VII. Némely törvényhatóságok területének szabályozása).
Szerkesztette az Ungvári Közlönyt 1868. nov. 28-tól 1869. dec. 25-ig, melybe sok cikket írt.